# Linia Lublinsko-Dmitrowskaja
Linia Lublinsko-Dmitrowskaja (ros. Люблинско-Дмитровская линия) – linia metra moskiewskiego oddana do użytku 28 grudnia 1995 roku. Linia ma długość 44 km i liczy 26 stacje. Biegnie od północy do południowego wschodu. Na mapie oznaczana numerem 10 i jasnozielonym kolorem.

## Historia i specyfikacja
Poszczególne stacje były otwierane w tej kolejności:
- 28 grudnia 1995 – Czkalowskaja – Wolżskaja (12,1 km, 6 stacji)
- 25 grudnia 1996 – Wolżskaja – Marjino (5,4 km, 3 stacje)
- 11 grudnia 1999 – dodana stacja Dubrowka pomiędzy stacje Krestinskaja zastawa i Kożuchowskaja
- 30 sierpnia 2007 – Czkalowskaja – Trubnaja (3,7 km, 1 stacja)
- 29 grudnia 2007 – dodana stacja Sretenskij Bulwar pomiędzy stacje Czkalowskaja i Trubnaja
- 19 czerwca 2010 – Trubnaja – Marina Roszcza (3 km, 2 stacje)
- 2 grudnia 2011 – Marino – Ziablikowo (4,5 km, 3 stacje)
- 16 września 2016 – Marina Roszcza – Pietrowsko-Razumowskaja (4,7 km, 3 stacje)
- 22 marca 2018 – Pietrowsko-Razumowskaja – Sieligierskaja (4,9 km, 3 stacje)
- 7 września 2023 – Sieligierskaja – Fiztech (5,8 km, 3 stacje)

Linia jest obsługiwana przez zajezdnie: TCz-15 Pieczatniki (ТЧ-15 «Печатники») oraz TCz-19 Lichobory (ТЧ-19 «Лихоборы»).

## Lista stacji
| #  | Nazwa (cyrylica)      | Nazwa (trb. łacińska)   | Otwarcie | Możliwe przesiadki (linia)                             | Możliwe przesiadki (stacja)                     |
| -- | --------------------- | ----------------------- | -------- | ------------------------------------------------------ | ----------------------------------------------- |
| 1  | Физтех                | Fiztech                 | 2023     |                                                        |                                                 |
| 2  | Лианозово             | Lianozowo               | 2023     | Biełorussko-Sawiołowska                                | Lianozowo                                       |
| 3  | Яхромская             | Jachromskaja            | 2023     |                                                        |                                                 |
| 4  | Селигерская           | Sieligierskaja          | 2018     | –                                                      | –                                               |
| 5  | Верхние Лихоборы      | Wierchnije Łichobory    | 2018     | –                                                      | –                                               |
| 6  | Окружная              | Okrużnaja               | 2018     | Moskiewski pierścień centralny Biełorussko-Sawiołowska | Okrużnaja Okrużnaja                             |
| 7  | Петровско-Разумовская | Pietrowsko-Razumowskaja | 2016     | Sierpuchowsko-Timiriaziewskaja Leningradsko-Kazańska   | Pietrowsko-Razumowskaja Pietrowsko-Razumowskaja |
| 8  | Фонвизинская          | Fonwizinskaja           | 2016     | Moskiewska kolej jednoszynowa                          | Ulica Miłaszenkowa                              |
| 9  | Бутырская             | Butyrskaja              | 2016     | –                                                      | –                                               |
| 10 | Марьина Роща          | Marjina Roszcza         | 2010     | Bolszaja Kolcewaja                                     | Marjina Roszcza                                 |
| 11 | Достоевская           | Dostojewskaja           | 2010     | –                                                      | –                                               |
| 12 | Трубная               | Trubnaja                | 2007     | Sierpuchowsko-Timiriaziewskaja                         | Cwietnoj bulwar                                 |
| 13 | Сретенский бульвар    | Sretenskij Bulwar       | 2007     | Sokolniczeskaja Kałużsko-Riżskaja                      | Czistyje prudy Turgieniewskaja                  |
| 14 | Чкаловская            | Czkałowskaja            | 1995     | Arbatsko-Pokrowskaja Kolcewaja Kursko-Riżska           | Kurskaja Moskwa-Passażyrskaja-Kurskaja          |
| 15 | Римская               | Rimskaja                | 1995     | Kalininskaja Kursko-Riżska                             | Płoszczad´ Iljicza Sierp i Młot                 |
| 16 | Крестьянская застава  | Krestjanskaja zastawa   | 1995     | Tagansko-Krasnopriesnienskaja                          | Proletarskaja                                   |
| 17 | Дубровка              | Dubrowka                | 1999     | Moskiewski pierścień centralny                         | Dubrowka                                        |
| 18 | Кожуховская           | Kożuchowskaja           | 1995     | Moskiewski pierścień centralny                         | Dubrowka                                        |
| 19 | Печатники             | Pieczatniki             | 1995     | Bolszaja Kolcewaja Kursko-Riżska                       | Pieczatniki Pieczatniki                         |
| 20 | Волжская              | Wołżskaja               | 1995     | –                                                      | –                                               |
| 21 | Люблино               | Lublino                 | 1996     | –                                                      | –                                               |
| 22 | Братиславская         | Bratisławskaja          | 1996     | –                                                      | –                                               |
| 23 | Марьино               | Marjino                 | 1996     | –                                                      | –                                               |
| 24 | Борисово              | Borisowo                | 2011     | –                                                      | –                                               |
| 25 | Шипиловская           | Szypiłowskaja           | 2011     | –                                                      | –                                               |
| 26 | Зябликово             | Ziablikowo              | 2011     | Zamoskworieckaja                                       | Krasnogwardiejskaja                             |